# Gran Premio di Gran Bretagna 2002
Il Gran Premio di Gran Bretagna 2002 è stato un Gran Premio di Formula 1 disputato il 7 luglio 2002 sul circuito di Silverstone. La gara fu vinta da Michael Schumacher su Ferrari, davanti al compagno di squadra Rubens Barrichello e a Juan Pablo Montoya su Williams - BMW.

## Vigilia

### Aspetti sportivi
La situazione della Arrows, già da tempo in gravi difficoltà economiche, si aggravò ulteriormente nella settimana precedente il Gran Premio. La scuderia di Tom Walkinshaw, infatti, si vide negare da Niki Lauda, direttore delle attività del gruppo Ford in Formula 1 e quindi sia del team Jaguar che della Cosworth, un'ulteriore dilazione del pagamento di 4,8 milioni di Dollari per la fornitura di motori, scaduto dal Gran Premio di Monaco. La Arrows, esposta anche nei confronti di altri creditori, non era in grado di far fronte al debito: Walkinshaw, temendo un sequestro dei materiali della scuderia, fece portare via dal circuito le vetture, che furono ritrasportate a Silverstone giovedì.
Dopo una giornata di trattative, che costò alla squadra la possibilità di effettuare le sessioni di prove libere del venerdì, Walkinshaw coprì parte del debito attingendo al proprio patrimonio personale e da sabato mattina la Arrows poté scendere in pista. Il futuro della scuderia, per la quale era in corso una trattativa di vendita alla Red Bull, rimase comunque molto incerto.

### Aspetti tecnici
Durante le prove libere di venerdì, svolte in gran parte con pista bagnata, alcune scuderie provarono a utilizzare una luce posteriore di colore azzurro, nel tentativo di rendere le monoposto più visibili anche in condizioni di visibilità precaria. La soluzione fu, però, ritenuta ininfluente dai piloti.
La Jaguar introdusse una versione profondamente rivista della deludente R3, afflitta da una pesante mancanza di efficienza aerodinamica rispetto alle vetture concorrenti. La versione B della monoposto inglese era caratterizzata da un completo rifacimento di tutte le componenti aerodinamiche la cui modifica non avrebbe comportato modifiche al telaio. In particolare furono montati dei nuovi alettoni all'anteriore (molto simile a quello della Renault) e al posteriore, un nuovo profilo estrattore, una nuova sospensione posteriore e dei nuovi schermi dietro le ruote anteriori.
Anche la Williams presentò importanti modifiche, portando in gara un nuovo cofano motore di sezione ridotta nella parte posteriore. La riduzione di ingombri nella parte posteriore della vettura fu possibile soprattutto grazie al motore BMW, che aveva minore necessità di smaltire calore rispetto ai motori della concorrenza. Anche la Renault portò in pista una nuova carrozzeria, mentre alla McLaren fu fornita una versione potenziata del propulsore Mercedes.

## Prove libere

### Resoconto
A causa delle vicissitudini sopra riportate la Arrows non prese parte alle sessioni di prove libere di venerdì, disputate con la pista bagnata. Anche Mika Salo, indisposto, non scese in pista il venerdì, tornando al volante della sua Toyota sabato mattina.

### Risultati
Nella prima sessione di prove di venerdì i risultati furono i seguenti:
| Pos | No | Pilota             | Costruttore        | Tempo    |
| --- | -- | ------------------ | ------------------ | -------- |
| 1   | 2  | Rubens Barrichello | Ferrari            | 1'33"531 |
| 2   | 15 | Jenson Button      | Renault            | 1'34"744 |
| 3   | 3  | David Coulthard    | McLaren - Mercedes | 1'35"295 |

Nella seconda sessione di prove di venerdì i risultati furono i seguenti:
| Pos | No | Pilota               | Costruttore    | Tempo    |
| --- | -- | -------------------- | -------------- | -------- |
| 1   | 2  | Rubens Barrichello   | Ferrari        | 1'31"457 |
| 2   | 1  | Michael Schumacher   | Ferrari        | 1'31"881 |
| 3   | 9  | Giancarlo Fisichella | Jordan - Honda | 1'33"434 |

Nella sessione di prove di sabato mattina i risultati furono i seguenti:
| Pos | No | Pilota             | Costruttore    | Tempo    |
| --- | -- | ------------------ | -------------- | -------- |
| 1   | 2  | Rubens Barrichello | Ferrari        | 1'20"230 |
| 2   | 1  | Michael Schumacher | Ferrari        | 1'20"428 |
| 3   | 5  | Ralf Schumacher    | Williams - BMW | 1'20"708 |

## Qualifiche

### Resoconto
La qualifiche furono caratterizzate da un'intensa lotta per la pole position tra Montoya e i due piloti della Ferrari: il colombiano ebbe la meglio al proprio ultimo tentativo, battendo di pochi centesimi Barrichello e Michael Schumacher, terzo nonostante avesse fatto segnare, nel primo settore del tracciato, un intertempo di oltre tre decimi più veloce di quelli ottenuti da tutti gli altri. Ralf Schumacher si piazzò in quarta posizione, seguito da Räikkönen e Coulthard, staccati di oltre un secondo dal tempo della pole position. Trulli fece segnare il settimo tempo, precedendo Salo, Villeneuve e Heidfeld.
Nonostante le consistenti modifiche apportate alla vettura, le Jaguar continuarono a occupare le ultime file dello schieramento. Yoong, invece, non si qualificò alla gara per la seconda volta nella stagione.

### Risultati
| Pos                         | No | Pilota                | Costruttore        | Pneumatici | Tempo    | Distacco |
| --------------------------- | -- | --------------------- | ------------------ | ---------- | -------- | -------- |
| 1                           | 6  | Juan Pablo Montoya    | Williams - BMW     | M          | 1'18"998 |          |
| 2                           | 2  | Rubens Barrichello    | Ferrari            | B          | 1'19"032 | +0"034   |
| 3                           | 1  | Michael Schumacher    | Ferrari            | B          | 1'19"042 | +0"044   |
| 4                           | 5  | Ralf Schumacher       | Williams - BMW     | M          | 1'19"329 | +0"331   |
| 5                           | 4  | Kimi Räikkönen        | McLaren - Mercedes | M          | 1'20"133 | +1"135   |
| 6                           | 3  | David Coulthard       | McLaren - Mercedes | M          | 1'20"315 | +1"317   |
| 7                           | 14 | Jarno Trulli          | Renault            | M          | 1'20"516 | +1"518   |
| 8                           | 24 | Mika Salo             | Toyota             | M          | 1'20"995 | +1"997   |
| 9                           | 11 | Jacques Villeneuve    | BAR - Honda        | B          | 1'21"130 | +2"132   |
| 10                          | 7  | Nick Heidfeld         | Sauber - Petronas  | B          | 1'21"187 | +2"189   |
| 11                          | 8  | Felipe Massa          | Sauber - Petronas  | B          | 1'21"191 | +2"193   |
| 12                          | 15 | Jenson Button         | Renault            | M          | 1'21"247 | +2"249   |
| 13                          | 12 | Olivier Panis         | BAR - Honda        | B          | 1'21"274 | +2"276   |
| 14                          | 10 | Takuma Satō           | Jordan - Honda     | B          | 1'21"337 | +2"339   |
| 15                          | 25 | Allan McNish          | Toyota             | M          | 1'21"382 | +2"384   |
| 16                          | 20 | Heinz-Harald Frentzen | Arrows - Cosworth  | B          | 1'21"416 | +2"418   |
| 17                          | 9  | Giancarlo Fisichella  | Jordan - Honda     | B          | 1'21"636 | +2"638   |
| 18                          | 21 | Enrique Bernoldi      | Arrows - Cosworth  | B          | 1'21"780 | +2"782   |
| 19                          | 16 | Eddie Irvine          | Jaguar - Ford      | M          | 1'21"851 | +2"853   |
| 20                          | 23 | Mark Webber           | Minardi - Asiatech | M          | 1'22"281 | +3"283   |
| 21                          | 17 | Pedro de la Rosa      | Jaguar - Ford      | M          | 1'23"422 | +4"424   |
| Tempo limite 107%: 1:24,528 |    |                       |                    |            |          |          |
| NQ                          | 22 | Alex Yoong            | Minardi - Asiatech | M          | 1'24"785 | +5"787   |

## Warm up
Nel warm up di domenica mattina i migliori tempi furono i seguenti:
| Pos | No | Pilota             | Costruttore        | Tempo    |
| --- | -- | ------------------ | ------------------ | -------- |
| 1   | 2  | Rubens Barrichello | Ferrari            | 1'22"371 |
| 2   | 1  | Michael Schumacher | Ferrari            | 1'22"815 |
| 3   | 4  | Kimi Räikkönen     | McLaren - Mercedes | 1'24"214 |

## Gara

### Resoconto

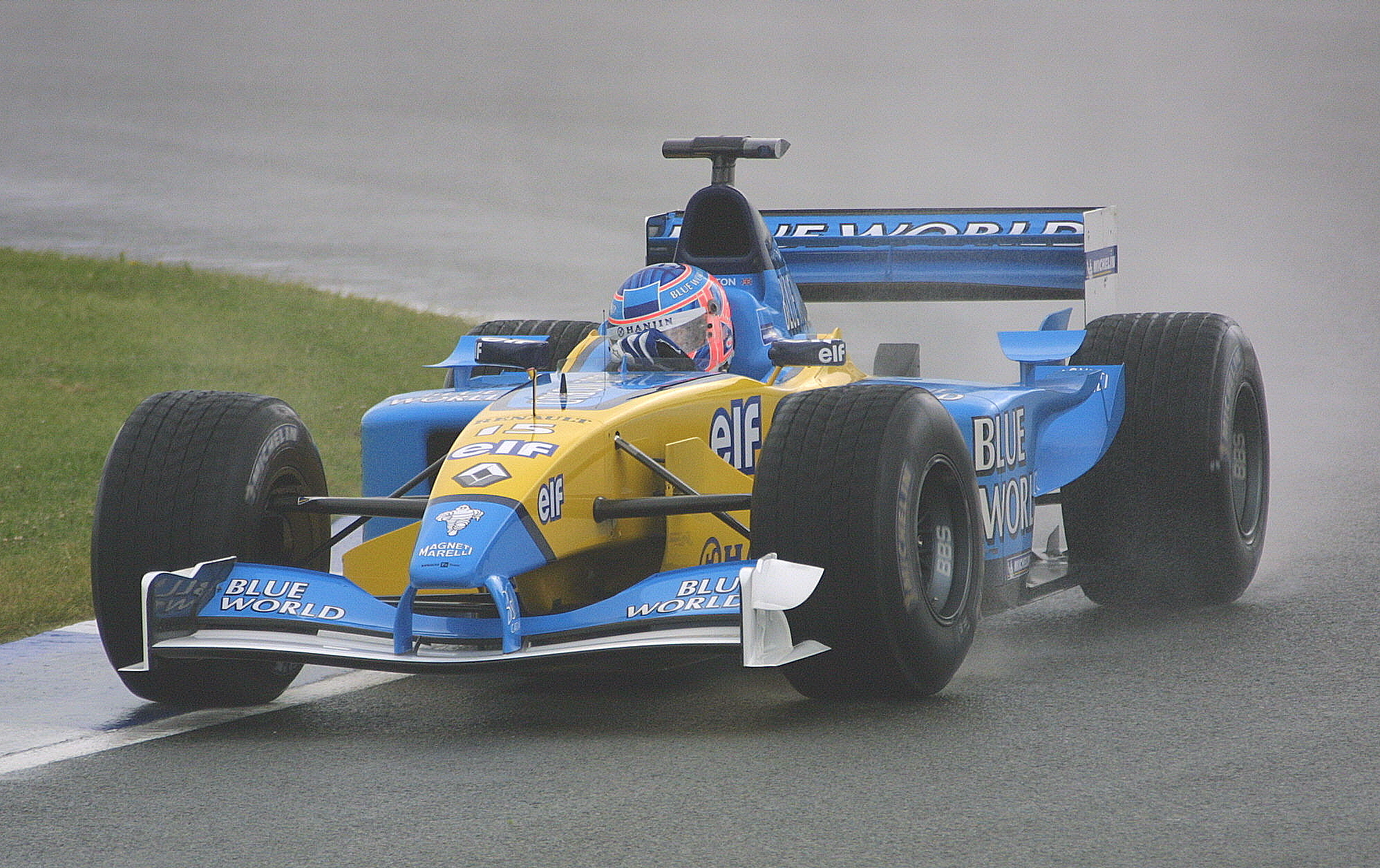
Jenson Button alla guida della sua Renault durante la gara.

Barrichello, rimasto fermo sullo schieramento al via del giro di ricognizione, fu retrocesso in ultima posizione sulla griglia di partenza. Panis, invece, prese il via dai box col muletto dopo che la sua BAR si era fermata durante il giro di formazione. Alla partenza Montoya mantenne la testa del gruppo, precedendo i fratelli Schumacher. Più indietro McNish non riuscì a partire per un problema alla trasmissione e si dovette ritirare, mentre Massa finì in testacoda nel tentativo di superare Villeneuve, scivolando in ultima posizione. Nelle prime tornate Montoya tenne dietro a fatica Michael Schumacher, che lo tallonava a pochi decimi di distacco. Alle loro spalle Ralf Schumacher e Räikkönen si contendevano la terza posizione, seguiti da Coulthard, Trulli e Button.
Al terzo giro il pilota finlandese della McLaren ebbe la meglio sul rivale alla curva Copse, risalendo al terzo posto, mentre Barrichello rimontò rapidamente da fondo gruppo, raggiungendo l'ottava posizione in appena sei tornate. Nel corso del sesto passaggio cominciò a piovere: in pochi giri la pista si bagnò completamente e al termine della tredicesima tornata la grande maggioranza dei piloti ad eccezione di Coulthard e de la Rosa, che non trassero vantaggio da questa scelta, si fermò ai box per cambiare pneumatici. I piloti della Ferrari scelsero le gomme intermedie, mentre alla Williams si preferì montare gli pneumatici da pioggia. La mossa della scuderia italiana si rivelò migliore e Michael Schumacher recuperò rapidamente lo svantaggio accumulato da Montoya, sopravanzandolo nel corso del 16º passaggio. Tre tornate più tardi Montoya fu passato anche da Barrichello, scendendo in terza posizione.
Alle spalle dei primi tre Räikkönen, che aveva perso quasi un minuto ai box per un malinteso con la squadra, compì diversi sorpassi, risalendo fino al quarto posto, mentre il suo compagno di squadra, rimasto in pista troppo a lungo con gli pneumatici da asciutto, rimase a centro gruppo. Frentzen si ritirò per la rottura del motore mentre occupava il settimo posto, mentre Villeneuve e Massa recuperarono diverse posizioni, sfruttando anche la superiorità delle gomme Bridgestone da bagnato. La pioggia calò momentaneamente di intensità e al 23º giro Coulthard effettuò una sosta per montare gomme da asciutto. Le comunicazioni radio tra il pilota scozzese ed i suoi tecnici erano però disturbate e quando Coulthard tornò ai box, i meccanici non erano pronti ad accogliere la vettura dello scozzese, al quale questo inconveniente costò una ventina di secondi.
Coulthard fu imitato da Räikkönen e dai due piloti della Renault, ma dopo poche tornate ricominciò a piovere in modo deciso e i quattro furono costretti a montare nuovamente pneumatici da bagnato. Intorno al trentesimo passaggio si fermarono ai box i fratelli Schumacher e Barrichello, mentre Montoya proseguì senza effettuare soste. Ralf Schumacher ebbe però un problema con l'impianto di rifornimento, che gli fece perdere circa trenta secondi e lo costrinse ad un'ulteriore sosta poche tornate più tardi. La pioggia smise di cadere e al 36º passaggio Coulthard effettuò il suo quarto pit stop, montando gomme da asciutto. Lo imitò il suo compagno di squadra, che pochi giri dopo fu costretto al ritiro per la rottura del motore. A venti tornate dalla fine, con la pista ormai asciutta, i ferraristi e Montoya tornarono ai box per montare pneumatici da asciutto. Anche i piloti della BAR, risaliti in quarta e quinta posizione grazie ad una buona tattica, effettuarono il cambio gomme, mantenendo il loro piazzamento.
Subito dopo l'ultimo rifornimento Montoya passò Barrichello, venendo però sopravanzato dal brasiliano al 46º giro. Non ci furono ulteriori cambi di posizione fino al traguardo e Michael Schumacher conquistò la settima vittoria stagionale, risultato che gli diede la possibilità di aggiudicarsi il titolo mondiale già dal Gran Premio successivo. Alle sue spalle chiusero Barrichello e Montoya, seguiti da Villeneuve e Panis, che portarono alla BAR i primi punti stagionali. Al sesto posto tagliò il traguardo Heidfeld, ultimo pilota a punti.

### Risultati
| Pos      | No | Pilota                | Costruttore        | Pneumatici | Giri | Tempo/Ritiro e posizione al ritiro/Media | Partenza | Punti |
| -------- | -- | --------------------- | ------------------ | ---------- | ---- | ---------------------------------------- | -------- | ----- |
| 1        | 1  | Michael Schumacher    | Ferrari            | B          | 60   | 1h31'45"015 - 201.649 km/h               | 3        | 10    |
| 2        | 2  | Rubens Barrichello    | Ferrari            | B          | 60   | +14"578                                  | 2        | 6     |
| 3        | 6  | Juan Pablo Montoya    | Williams - BMW     | M          | 60   | +31"661                                  | 1        | 4     |
| 4        | 11 | Jacques Villeneuve    | BAR - Honda        | B          | 59   | +1 giro                                  | 9        | 3     |
| 5        | 12 | Olivier Panis         | BAR - Honda        | B          | 59   | +1 giro                                  | 13       | 2     |
| 6        | 7  | Nick Heidfeld         | Sauber - Petronas  | B          | 59   | +1 giro                                  | 10       | 1     |
| 7        | 9  | Giancarlo Fisichella  | Jordan - Honda     | B          | 59   | +1 giro                                  | 17       |       |
| 8        | 5  | Ralf Schumacher       | Williams - BMW     | M          | 59   | +1 giro                                  | 4        |       |
| 9        | 8  | Felipe Massa          | Sauber - Petronas  | B          | 59   | +1 giro                                  | 11       |       |
| 10       | 3  | David Coulthard       | McLaren - Mercedes | M          | 58   | +2 giri                                  | 6        |       |
| 11       | 17 | Pedro de la Rosa      | Jaguar - Ford      | M          | 58   | +2 giri                                  | 21       |       |
| Ritirato | 15 | Jenson Button         | Renault            | M          | 54   | Portamozzo (10°)                         | 12       |       |
| Ritirato | 10 | Takuma Satō           | Jordan - Honda     | B          | 50   | Motore (10°)                             | 14       |       |
| Ritirato | 4  | Kimi Räikkönen        | McLaren - Mercedes | M          | 44   | Motore (10°)                             | 5        |       |
| Ritirato | 14 | Jarno Trulli          | Renault            | M          | 29   | Elettronica (12°)                        | 7        |       |
| Ritirato | 21 | Enrique Bernoldi      | Arrows - Cosworth  | B          | 28   | Semiasse (12°)                           | 18       |       |
| Ritirato | 16 | Eddie Irvine          | Jaguar - Ford      | M          | 23   | Testacoda (15°)                          | 19       |       |
| Ritirato | 20 | Heinz-Harald Frentzen | Arrows - Cosworth  | B          | 20   | Motore (7°)                              | 16       |       |
| Ritirato | 24 | Mika Salo             | Toyota             | M          | 15   | Trasmissione (12°)                       | 8        |       |
| Ritirato | 23 | Mark Webber           | Minardi - Asiatech | M          | 9    | Uscita di pista (17°)                    | 20       |       |
| Ritirato | 25 | Allan McNish          | Toyota             | M          | 0    | Frizione                                 | 15       |       |

## Classifiche

### Piloti
| Pos. | Pilota                | Punti |
| ---- | --------------------- | ----- |
| 1    | Michael Schumacher    | 86    |
| 2    | Rubens Barrichello    | 32    |
| 3    | Juan Pablo Montoya    | 31    |
| 4    | Ralf Schumacher       | 30    |
| 5    | David Coulthard       | 26    |
| 6    | Kimi Räikkönen        | 11    |
| 7    | Jenson Button         | 10    |
| 8    | Nick Heidfeld         | 6     |
| 8    | Giancarlo Fisichella  | 6     |
| 10   | Jarno Trulli          | 4     |
| 10   | Felipe Massa          | 4     |
| 12   | Eddie Irvine          | 3     |
| 12   | Jacques Villeneuve    | 3     |
| 14   | Mark Webber           | 2     |
| 14   | Olivier Panis         | 2     |
| 14   | Mika Salo             | 2     |
| 14   | Heinz-Harald Frentzen | 2     |

### Costruttori
| Pos. | Team               | Punti |
| ---- | ------------------ | ----- |
| 1    | Ferrari            | 118   |
| 2    | Williams - BMW     | 61    |
| 3    | McLaren - Mercedes | 37    |
| 4    | Renault            | 14    |
| 5    | Sauber - Petronas  | 10    |
| 6    | Jordan - Honda     | 6     |
| 7    | BAR - Honda        | 5     |
| 8    | Jaguar - Ford      | 3     |
| 9    | Minardi - Asiatech | 2     |
| 9    | Toyota             | 2     |
| 9    | Arrows - Cosworth  | 2     |